# Panthéon bouddhique
Panthéon bouddhique (Buddhistický panteon) je muzeum v Paříži, které je součástí Musée Guimet. Nachází se v městském paláci v 16. obvodu na Avenue d'Iéna. Muzeum přibližuje asijskou kulturu a buddhistické umění. Součástí muzea je i zenová zahrada.

## Historie
Dům, ve kterém muzeum sídlí, byl postaven v roce 1913 pro bankéře Alfreda Heidelbacha (1852-1922). Dům koupilo v roce 1955 ministerstvo školství a v roce 1991 byl rekonstruován pro účely nově zřízeného muzea.
V roce 2011 byl u příležitosti 10. výročí muzea v jeho zahradě zřízen čajový pavilon pro japonské čajové obřady.

## Sbírky
Muzeum uchovává 250 uměleckých děl, která dovezl Émile Guimet ze své cesty po Japonsku v roce 1876. Představují umění buddhistických klášterů.